# Ulf Johansson (skidskytt)
Ulf Johansson, född 26 maj 1967 i Tibro, är en svensk före detta skidskytt.
Vid de olympiska vinterspelen 1992 i Albertville vann Johansson en bronsmedalj i stafetten tillsammans med  Mikael Löfgren, Tord Wiksten och Leif Andersson.
Johansson var med i de olympiska vinterspelen både 1992 i Albertville och 1994 i Lillehammer. Hans bästa individuella placering är en 14:e plats på sprinten i Albertville.